# 나일어족
나일어족(영어: Nilotic languages)은 남수단에서 탄자니아에 이르는 넓은 영역에서 전통적으로 목축 생활을 해 온 나일계 민족의 언어들이 이루는 어족이다. 이름은 나일강에서 따왔다.

## 인구
오늘날 약 7백만 명이 나일어족 언어를 사용한다. 나일계 민족들은 본디 나일강 상류 지역에서 기원했으며 오늘날 콩고민주공화국, 에티오피아, 케냐, 남수단, 탄자니아, 우간다의 일부 지역에 살고 있다.

## 분류
언어학자 조지프 그린버그에 따르면 나일어족은 다음과 같이 세 어파로 나뉜다.
- 동나일어파: 투르카나어, 마사이어 등
- 남나일어파: 칼렌진어, 다토가어 등
- 서나일어파: 루오어, 누에르어, 딩카어 등

그린버그 이전에 나일어족(Nilotic)이라는 이름은 서나일어파만을 가리켰으며, 다른 두 어파는 ‘나일·함어족’(Nilo-Hamitic)이라고 불렸다.
로저 블렌치(2012)는 부룬어군이 나일어족의 독립된 분기군이라고 주장한다. 그 이전에는 부룬어군이 루오어군에 속하는 것으로 분류되었다. 조지 스타로스틴 (2015)은 마반·부룬어군이 서나일어파에 속하지만 루오어군 바깥에 있다고 보았다.

## 재구
Dimmendaal (1988)은 나일조어 어근을 200개 이상 재구한 바 있다.

## 같이 보기
- 나일족
- 나일사하라어족

## 참고 문헌
- Creider, Chet A. (1989). 《The syntax of the Nilotic languages: Themes and variations》. Berlin: D. Reimer. ISBN 3-496-00483-5.